# Фадюшина
Фадюшина — деревня в Камышловском районе Свердловской области России, входит в состав Зареченского сельского поселения.

## Географическое положение
Деревня Фадюшина расположена в 7 километрах (по дороге в 10 километрах) к югу от города Камышлова, на обоих берегах реки Реутинки (правого притока реки Пышмы).

## Школа
В 1900 году в деревне существовала школа грамоты.

## Население
| 2002 | 2010 | 2021 |
| ---- | ---- | ---- |
| 662  | ↘548 | ↘506 |